# Alprosparken
Alprosparken (finska: Haagan alppiruusupuisto) är en finländsk kommunal park och plantskola, som ligger i stadsdelen Haga i Helsingfors. 
Pekka Jyränkö, som var stadsträdgårdsmästare i Helsingfors, lät anlägga Alprosparken i Haga med ett försöksområde för Helsingfors universitets växtförädlingsprogram, bland annat för rhododendron. Rhododendronvarianten Ericaceae Rhododendron "Pekka" är uppkallad efter honom.
De äldsta rhododendronbuskarna planterades 1975, då ett försöksområde för Helsingfors universitets växtförädlingsprogram anlades i samarbete med Helsingfors parkförvaltning. 
Ursprungligen planterades 3 000 rhododendronhybrider i området för forskningsändamål. Rhododendronplantager har senare anlagts i södra delen av parken. I azaleadelen planterades 1 500 azaleahybrider 1996. Där påbörjades också en skogsträdgård 2010.

## Bildgalleri

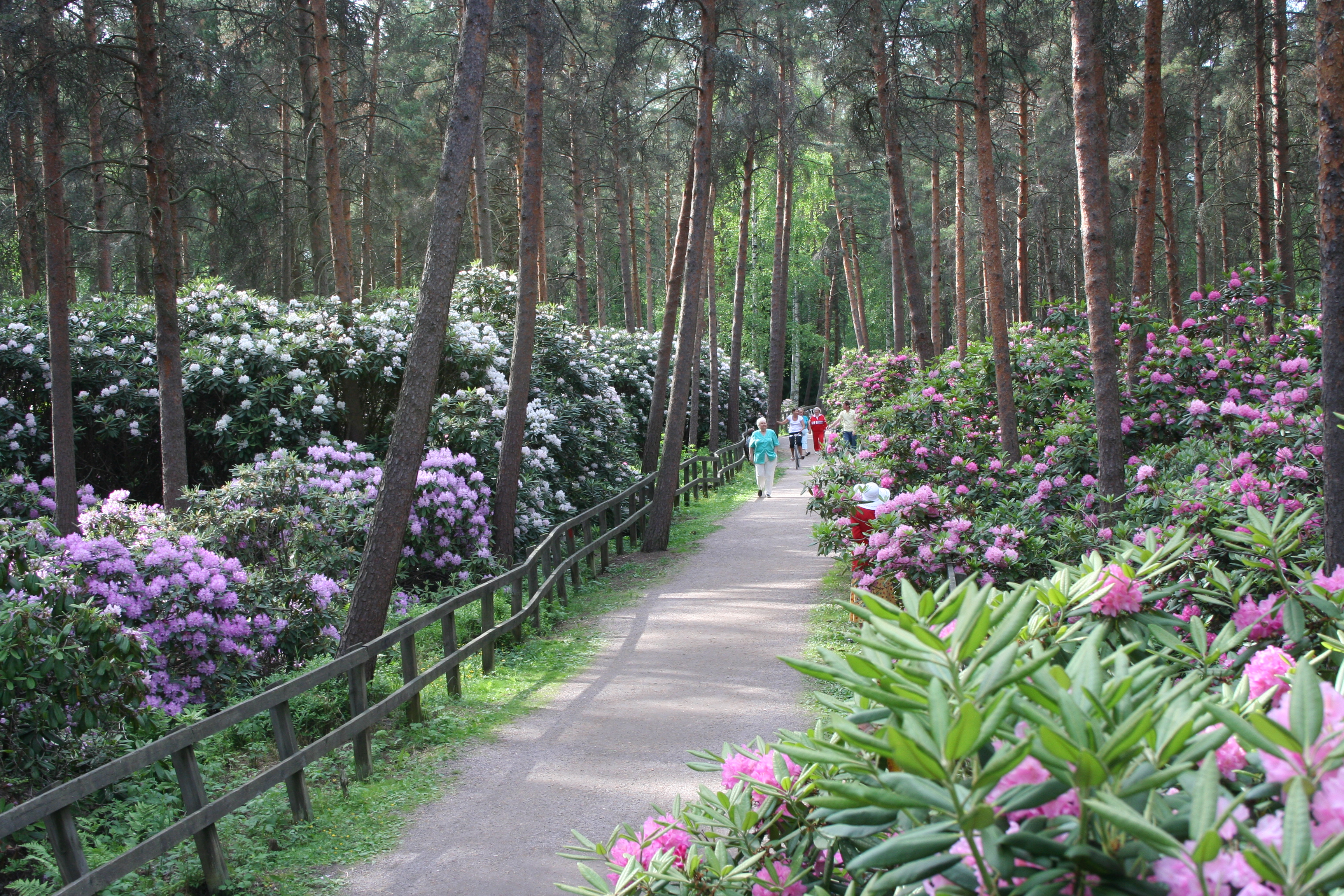
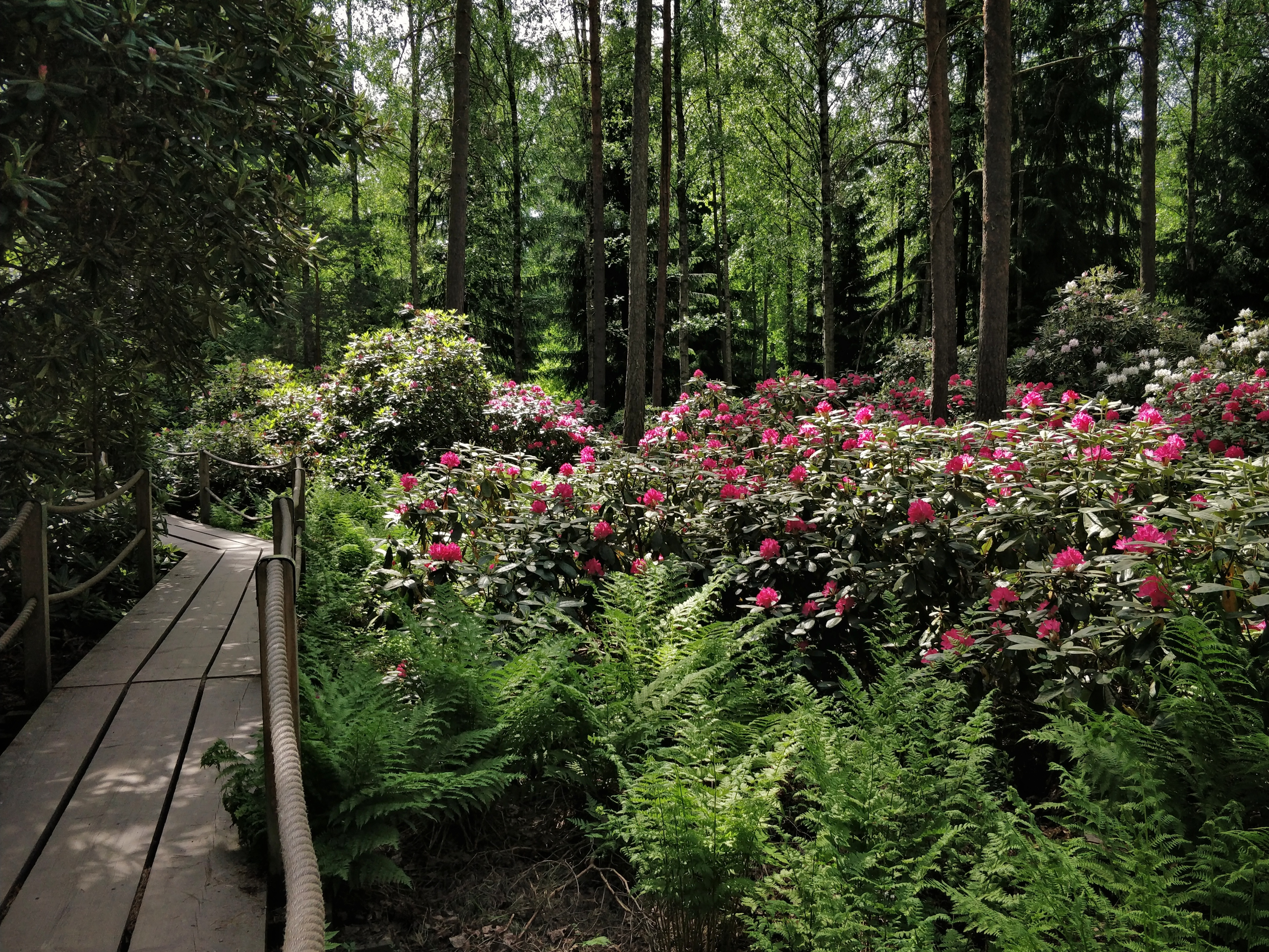
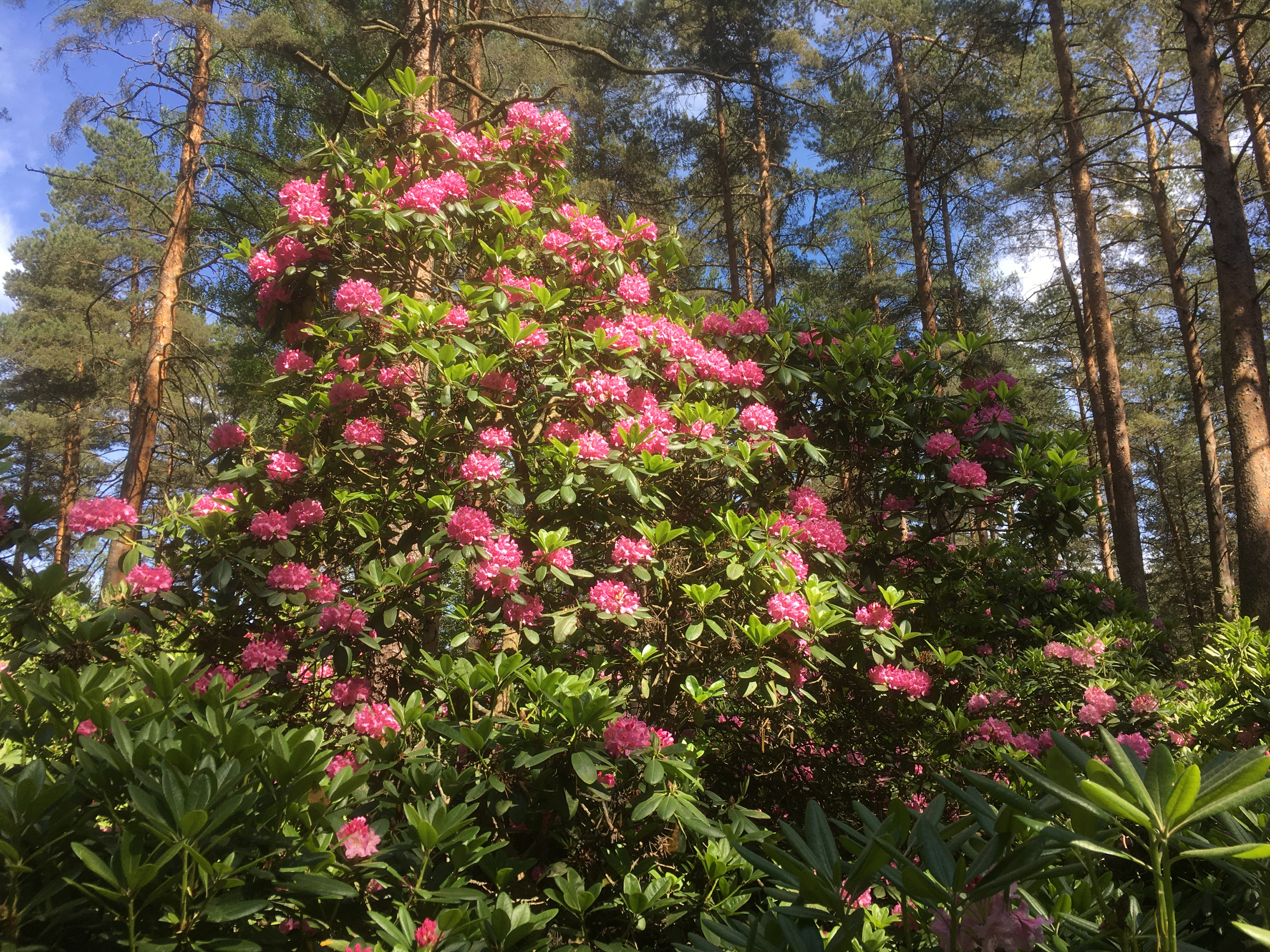
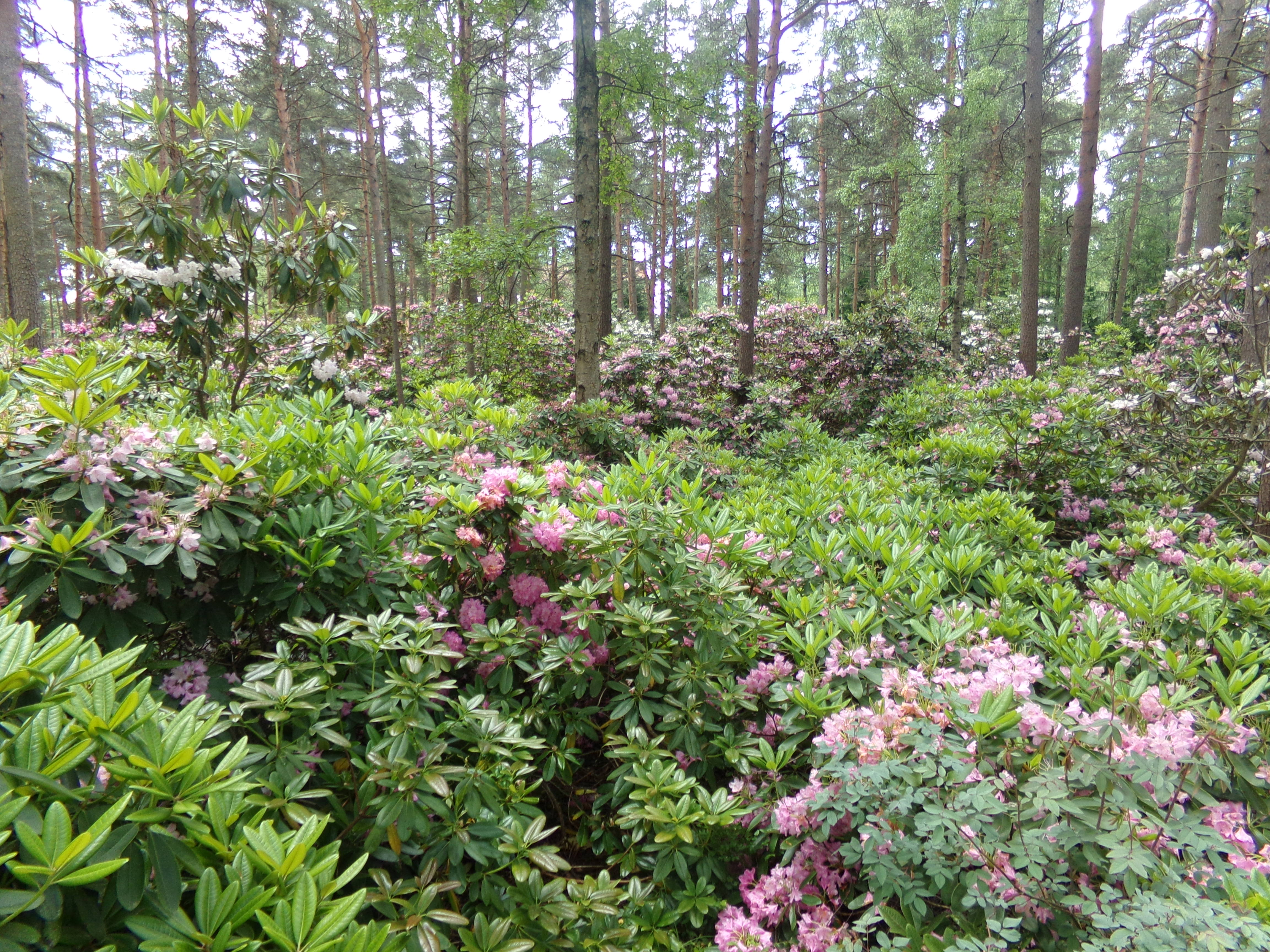